# Rhagodes minor
Rhagodes minor är en spindeldjursart som beskrevs av Lawrence 1956. Rhagodes minor ingår i släktet Rhagodes och familjen Rhagodidae. Inga underarter finns listade i Catalogue of Life.